# سوونوویتسه (استان اشوی‌داشکسیه)
سوونوویتسه (به لهستانی: Słonowice) یک منطقهٔ مسکونی در لهستان است که در گمینا کاژمیژا ویلکا واقع شده‌است.